# Aeropuerto Internacional Rafael Hernández
El Aeropuerto Internacional Rafael Hernández (IATA: BQN, OACI: TJBQ, FAA LID: BQN) es un aeropuerto conjunto civil-militar ubicado en Aguadilla, Puerto Rico. Lleva el nombre del compositor puertorriqueño Rafael Hernández Marín. Es el segundo aeropuerto internacional más grande de Puerto Rico en términos de movimiento de pasajeros. Está ubicado en la región turística de Porta del Sol, en la costa oeste de Puerto Rico. También alberga la Estación Aérea de la Guardia Costera de Borinquen y la Rama Caribeña de las Operaciones Aéreas y Marítimas de Aduanas y Protección Fronteriza de los Estados Unidos. El aeropuerto tiene la pista más larga de la región del Caribe.
En el pasado, el aeropuerto ha sido atendido por importantes aerolíneas como Capitol Air, Pan Am, Kiwi International Air Lines, TWA, American Airlines, Aeronaves de Puerto Rico, Delta Connection y por Turkish Airlines Cargo en el lado de las aerolíneas de carga. TAESA voló en 1996 desde el Aeropuerto Internacional de la Ciudad de México, y, en un momento, Arrow Air voló un servicio de jet doméstico entre éste y San Juan, así como también al Aeropuerto Internacional JFK en Nueva York. Pan Am también voló jets entre Aguadilla y San Juan a principios de la década de 2000. Actualmente, aunque el aeropuerto carece de vuelos directos a Asia, es el único aeropuerto de Puerto Rico atendido por una aerolínea comercial asiática, en este caso por Emirates SkyCargo.

## Proyectos
La Autoridad de los Puertos está invirtiendo unos $46 millones en el aeropuerto Rafael Hernández de Aguadilla. Entre los proyectos en ejecución figuran la nueva torre de control, la repavimentación de la pista, las nuevas terminales doméstica e internacional, mejoras al sistema de seguridad y el desarrollo de un nuevo edificio de carga, entre otros.
Por sexto año consecutivo el aeropuerto registró un ritmo ascendente en el movimiento de pasajeros al alcanzar la cifra récord de 471,006 pasajeros en el año fiscal 2008, comparado con los 381,950 pasajeros el año fiscal anterior. Actualmente hay planes para construir una segunda pista de aterrizaje al aeropuerto.

## Instalaciones
El Aeropuerto Rafael Hernández está preparado para operar vuelos de cabotaje e internacionales. Las mejoras más recientes incluyen la expansión y remodelación de la terminal de pasajeros, que permite procesar hasta tres vuelos simultáneamente. El aeropuerto no solo ha registrado un aumento de vuelos comerciales de pasajeros sino que además es uno de los principales centros de cargas aéreas de la Isla. Sus instalaciones físicas son:
- Pista de 11,702 pies (3,567 metros) de largo, por 200 pies (61 metros) de ancho, la más extensa del Caribe (Sin incluir a Cuba).
- Terminal de pasajeros (domésticos e internacionales)
- Terminal de carga
- Terminal general de aviación
- Terminal de FedEx
- Terminal de la Guardia Costera
- Hangares para cinco aviones
- Estacionamiento vehicular
- Área de oficinas multiusos
- Área de servicio al pasajero por aerolínea
- Áreas para concesionarios

## Aerolíneas y destinos

### Pasajeros
| Aerolíneas        | Destinos                                 |
| ----------------- | ---------------------------------------- |
| Frontier Airlines | Miami, Orlando                           |
| JetBlue Airways   | Fort Lauderdale, Nueva York–JFK, Orlando |
| United Airlines   | Newark                                   |

JetBlue estudió la expansión de los 3 aeropuertos principales de Puerto Rico para 2011 (Aguadilla, Ponce y San Juan) y ahora es la única aerolínea que opera en los tres aeropuertos. En el pasado, American Airlines ofrecía servicio a su hub en Miami desde el Aeropuerto Rafael Hernández. Anteriormente, el aeropuerto estaba cerrado debido a la pandemia y no se permitían vuelos de pasajeros. El 1 de abril de 2021, el aeropuerto reabrió para vuelos de pasajeros.

### Carga
| Aerolíneas         | Destinos                                                                                     |
| ------------------ | -------------------------------------------------------------------------------------------- |
| Air Cargo Carriers | San Juan, Santiago de los Caballeros                                                         |
| Ameriflight        | Barbados, Castries, Curazao, Fort-de-France, Puerto España, San Cristóbal y Nieves, San Juan |
| Emirates SkyCargo  | Ámsterdam, Quito                                                                             |
| FedEx Express      | Campinas, Memphis, San José (CR), Santo Domingo–Las Américas                                 |
| FedEx Feeder       | Castries, Puerto España, Santiago de los Caballeros, Santo Domingo–Las Américas              |

### Destinos internacionales
Se ofrece servicio a 5 destinos internacionales, a cargo de 3 aerolíneas.
| Ciudades por países                      | Nombre del aeropuerto                                 | Aerolíneas                          |
| Norteamérica                             | Norteamérica                                          | Norteamérica                        |
| ---------------------------------------- | ----------------------------------------------------- | ----------------------------------- |
| Estados Unidos (5 destinos, 3 aerolínea) |                                                       |                                     |
| Fort Lauderdale                          | Aeropuerto Internacional de Fort Lauderdale-Hollywood | JetBlue Airways                     |
| Miami                                    | Aeropuerto Internacional de Miami                     | Frontier Airlines                   |
| Newark                                   | Aeropuerto Internacional Libertad de Newark           | United Airlines                     |
| Nueva York                               | Aeropuerto Internacional John F. Kennedy              | JetBlue Airways                     |
| Orlando                                  | Aeropuerto Internacional de Orlando                   | Frontier Airlines / JetBlue Airways |
| Total: 5 destinos, 1 país, 3 aerolíneas  |                                                       |                                     |

## Estadísticas

### Tráfico anual
| Año  | Pasajeros | % Cambio | Año  | Pasajeros | % Cambio | YAño | Pasajeros | % Cambio |
| ---- | --------- | -------- | ---- | --------- | -------- | ---- | --------- | -------- |
| 2001 | 75,754    | –        | 2009 | 461,506   | 6.2%     | 2017 | 498,424   | 4.1%     |
| 2002 | 80,018    | 5.6%     | 2010 | 490,103   | 6.2%     | 2018 | 608,352   | 22.1%    |
| 2003 | 132,668   | 65.8%    | 2011 | 471,226   | 3.9%     | 2019 | 753,996   | 23.9%    |
| 2004 | 230,976   | 74.1%    | 2012 | 432,651   | 8.2%     | 2020 | 149,162   | 80.2%    |
| 2005 | 253,730   | 9.9%     | 2013 | 407,664   | 5.8%     | 2021 | 461,227   | 209.2%   |
| 2006 | 356,145   | 40.4%    | 2014 | 428,413   | 5.1%     | 2022 | 699,525   | 51.7%    |
| 2007 | 400,473   | 12.4%    | 2015 | 412,565   | 3.7%     | 2023 | 869,942   | 24.4%    |
| 2008 | 492,180   | 22.9%    | 2016 | 519,603   | 25.9%    | 2024 | 738,766   | 15.1%    |